# Гартсвілл (Південна Кароліна)
Гартсвілл (англ. Hartsville) — місто (англ. city) в США, в окрузі Дарлінгтон штату Південна Кароліна. Населення — 7446 осіб (2020).

## Географія
Гартсвілл розташований за координатами 34°21′47″ пн. ш. 80°4′54″ зх. д. / 34.36306° пн. ш. 80.08167° зх. д. (34.362953, -80.081624).  За даними Бюро перепису населення США в 2010 році місто мало площу 15,96 км², з яких 14,82 км² — суходіл та 1,14 км² — водойми.

## Демографія
Згідно з переписом 2010 року, у місті мешкали 7764 особи в 3081 домогосподарстві у складі 1893 родин. Густота населення становила 487 осіб/км².  Було 3704 помешкання (232/км²).
Расовий склад населення:
| - 51,0 % — білих - 46,3 % — чорних або афроамериканців - 0,8 % — азіатів - 0,2 % — корінних американців - 0,1 % — вихідців з тихоокеанських островів |

До двох чи більше рас належало 1,0 %. Частка іспаномовних становила 1,5 % від усіх жителів.
За віковим діапазоном населення розподілялося таким чином: 24,3 % — особи молодші 18 років, 59,5 % — особи у віці 18—64 років, 16,2 % — особи у віці 65 років та старші. Медіана віку мешканця становила 36,7 року. На 100 осіб жіночої статі у місті припадало 79,8 чоловіків;  на 100 жінок у віці від 18 років та старших — 73,6 чоловіків також старших 18 років.
Середній дохід на одне домашнє господарство  становив 53 597 доларів США (медіана — 24 768), а середній дохід на одну сім'ю — 68 562 долари (медіана — 48 094). Медіана доходів становила 62 333 долари для чоловіків та 33 477 доларів для жінок. За межею бідності перебувало 33,9 % осіб, у тому числі 51,7 % дітей у віці до 18 років та 13,7 % осіб у віці 65 років та старших.
Цивільне працевлаштоване населення становило 2402 особи. Основні галузі зайнятості: освіта, охорона здоров'я та соціальна допомога — 37,2 %, виробництво — 15,6 %, роздрібна торгівля — 13,0 %.